# Bundesgymnasium und Bundesrealgymnasium Kirchengasse Graz
Das Bundesgymnasium und Bundesrealgymnasium Kirchengasse ist ein staatliches Bundesgymnasium und Bundesrealgymnasium im 3. Grazer Stadtbezirk Geidorf. Die allgemeinbildende höhere Schule bietet Allgemeinbildung mit sprachlich-kommunikativem und bilingualem Schwerpunkt.

## Geschichte
Zwei Institutionen, die Mitte des 19. Jahrhunderts gegründet wurden, werden als Vorgängerinnen des jetzigen BG/BRG Kirchengasse in Graz genannt. Es ist dies einerseits die Landes-Oberrealschule und andererseits das Marieninstitut.

### Landes-Oberrealschule
Im Jahre 1811 übergab Erzherzog Johann seine umfangreichen privaten Sammlungen den steiermärkischen Ständen als eine Stiftung mit der Auflage, damit zur Erziehung der Jugend und zur Bildung des Volkes beizutragen. Vor allem war Erzherzog Johann bestrebt, die Kenntnisse in den Naturwissenschaften und deren praktische Umsetzung in der Technik zu fördern. Für die Entwicklung dieses Zieles berief Erzherzog Johann Gelehrte und schuf verschiedene Lehrkanzeln, aus denen die heutige Montanistische Hochschule in Leoben und die Technische Universität in Graz hervorgingen.
Um den Bedürfnissen der künftigen Studenten an diesen technischen Hochschulen gerecht zu werden, brauchte man eine Realschule, die anders als das Gymnasium die Ergebnisse der Naturforschung und die Kenntnisse für das praktische Wirtschaftsleben vermittelte, die also eine Vorschulung für den Besuch einer technischen Hochschule war. Nach langen Verhandlungen fassten die steiermärkischen Stände 1838 den Beschluss, eine solche Schule zu gründen und dafür die Kosten zu übernehmen. Auf dem Boden der ehemaligen Stadtbefestigung wurde an der Ecke Opernring/Hamerlinggasse (vormals Realschulgasse) ein neues Gebäude errichtet, in dem die Realschule und das Katastralmappenarchiv untergebracht wurden.
Etliche weitere organisatorische Vorarbeiten waren für die Gründung der Realschule notwendig: der Entwurf eines Organisationsplanes, die kaiserliche Bewilligung zur Errichtung einer Schule, die Bestellung eines Direktors und die der notwendigen Lehrkräfte.
Der Organisationsplan sah eine zweistufige Realschule vor. Schüler, die das 13. Lebensjahr vollendet und die Hauptschule „mit gutem Fortgang“ beendet hatten, konnten hier aufgenommen werden. Ohne Vorzugsnote musste man eine Aufnahmeprüfung ablegen. In den ersten Unterrichtsjahren bestand die am 2. Oktober 1845 in Betrieb gegangene Realschule aus zwei Jahrgängen. Neben den naturwissenschaftlichen Fächern Arithmetik, Algebra, Geometrie, technischem Zeichnen, Geographie und Naturgeschichte fand auch Unterricht in deutscher Sprache und Stil, Religion und in lebenden Fremdsprachen (Französisch oder Italienisch) statt. Eine Abschlussprüfung war nicht vorgesehen. Ein guter Erfolg in der Realschule war allerdings Voraussetzung für die Aufnahme an weiterführenden Studien am Joanneum (Vorgängerin der Technischen Hochschule in Graz) bzw. an entsprechenden Studien in Wien oder Prag.
Zum ehrenamtlichen Direktor der Realschule wurde Matthäus Lorenz Crophius Edler von Kaisersieg, der Abt von Rein, ernannt. Er war gleichzeitig auch Studienrektor des Joanneums und hatte bereits am Entwurf der Realschule maßgeblich mitgewirkt.
In den darauffolgenden Jahren erfuhr die Realschule mehrere Veränderungen und Erweiterungen:
- Schon bald nach der Gründung erhielt sie einen dritten Jahrgang. Dieser war eine kommerzielle Abteilung, da es in Graz noch keine Handelsakademie gab[5]
- Die Bezeichnung war seit 1848 Steiermärkisch-ständische Oberrealschule, um sich deutlich von der Unterrealschule, die an der Normalschule (Hauptschule) entstanden war, abzugrenzen.[6]
- 1851: Die Schule löste sich im Zuge eines „Organisations-Entwurfs für Gymnasien und Realschulen“ in der Monarchie aus der Verbindung mit dem Joanneum
- 1855/56: Nach zahlreichen Verhandlungen mit den steiermärkischen Ständen zur Übernahme der erhöhten Kosten für zusätzliche Räumlichkeiten und Lehrpersonal erhielt die Schule mit kaiserlicher Genehmigung insgesamt fünf Jahrgänge: drei für die Unterstufe und zwei für die Oberstufe. Dazu kam im folgenden Schuljahr ein sechster Jahrgang.[7]  Zudem wurde eine Reihe neuer Unterrichtsfächer eingeführt.[8]
- 1861: Erweiterungsbau in der heutigen Hamerlinggasse und Namensänderung in Steiermärkisch-landschaftliche Oberrealschule (durch die Verfassung von 1861 – Februarpatent und Landesordnung für Steiermark); der steiermärkische Landesausschuss war nun für die Schule zuständig. In diesem Jahr verstarb auch Studiendirektor Ludwig Crophius. Sein Nachfolger war Dr. Sigmund Aichhorn.
- 1870: Einführung einer siebenten Klasse. Die Schule galt als Vorschule zur technischen Universität und war dem Gymnasium gleichgestellt.[9]
- 1875: Die Lehranstalt erhielt die Bezeichnung Landes-Oberrealschule (LOR).

Während des Ersten Weltkrieges wurde ein Großteil der Lehrkräfte und Schüler der oberen Klassen zum Kriegsdienst verpflichtet. Das Schulgebäude musste geräumt werden, da man es als Kaserne für den Landsturm benötigte. Lehrer, die bereits in den Ruhestand getreten waren, unterrichteten als Ersatz für die eingerückten Lehrer. Die Zahl der Unterrichtsstunden musste gekürzt werden, da nicht genügend Lehrkräfte vorhanden waren. Die Schüler hatten vormilitärische Übungen durchzuführen.
Etliche Veränderungen gab es auch in der wirtschaftlich und politisch schwierigen Nachkriegszeit: Der Impuls des Schulreformers Otto Glöckel, in den Schulen Lerngemeinschaften zu bilden, wurde in der LOR umgesetzt, indem die besseren Schüler an Nachmittagen die weniger erfolgreichen unterstützten.
Der politische Umbruch nach dem Ersten Weltkrieg brachte die Aufnahme von Mädchen, die bisher nur vereinzelt als Externistinnen (seit 1913) die Reifeprüfung abgelegt hatten.
Mit dem Jahr 1925 erfolgte eine Zäsur in der Verantwortlichkeit für das Schulwesen. Die Verfassung der Republik Österreich (1920) legte die Zuständigkeiten für die Schulen neu fest. Das gesamte Schulwesen war nunmehr Bundesangelegenheit, die LOR fiel aus der Hoheit des Landes Steiermark.
Der Bund wollte die Kosten für Gebäude und Lehrerschaft der Landes-Oberrealschule nicht übernehmen, das Land Steiermark wollte die Ausgaben nicht bezahlen, für die der Bund zuständig war. Die Verhandlungen um den Weiterbestand zogen sich über Jahre hin, bis es schließlich 1928 zu dem Beschluss kam, die LOR aufzulassen und die bestehenden Klassen auslaufen zu lassen. So wurde zunächst die Realschule in ein Realgymnasium umgewandelt. Zwei Jahrgänge wurden nach dem Lehrplan des Realgymnasiums geführt, die Schule erhielt den Doppelnamen Landes-Oberrealschule und Landes-Oberrealgymnasium.
1937 beschloss die Landesregierung die Auflösung der Schulen in der Hamerlinggasse.
Mit dem „Anschluss“ Österreichs an das Deutsche Reich verfügten 1938 die politischen Kräfte im Einvernehmen mit dem Landesschulrat, dass die LOR und das Realgymnasium aus der Hamerlinggasse in die Kirchengasse 1 übersiedeln und mit dem dortigen Privat-Realgymnasium der Marianisten vereinigt werden sollten.
Am 3. Oktober 1938 war die Eröffnung der nunmehrigen Landes-Oberschule für Jungen in der Kirchengasse 1. (16 Klassen) Leiter der Schule war Oberstudiendirektor Franz Pacher, Leiter des angeschlossenen Schülerheims wurde Oberstudienrat Andreas Patterer.
1940 erfuhr die Landes-Oberschule ihre nächste Umwandlung. Sie wurde verstaatlicht und umbenannt in die 5. Staatliche Oberschule für Jungen in Graz (Roseggerschule). Das Schülerheim der Anstalt verblieb dem Reichsgau Steiermark.
Am Ende des Krieges, als Graz vermehrt Ziel von Fliegerangriffen wurde, gab es keinen Schulbetrieb mehr. Das Schulgebäude wurde ein Hilfslazarett.

### Marieninstitut

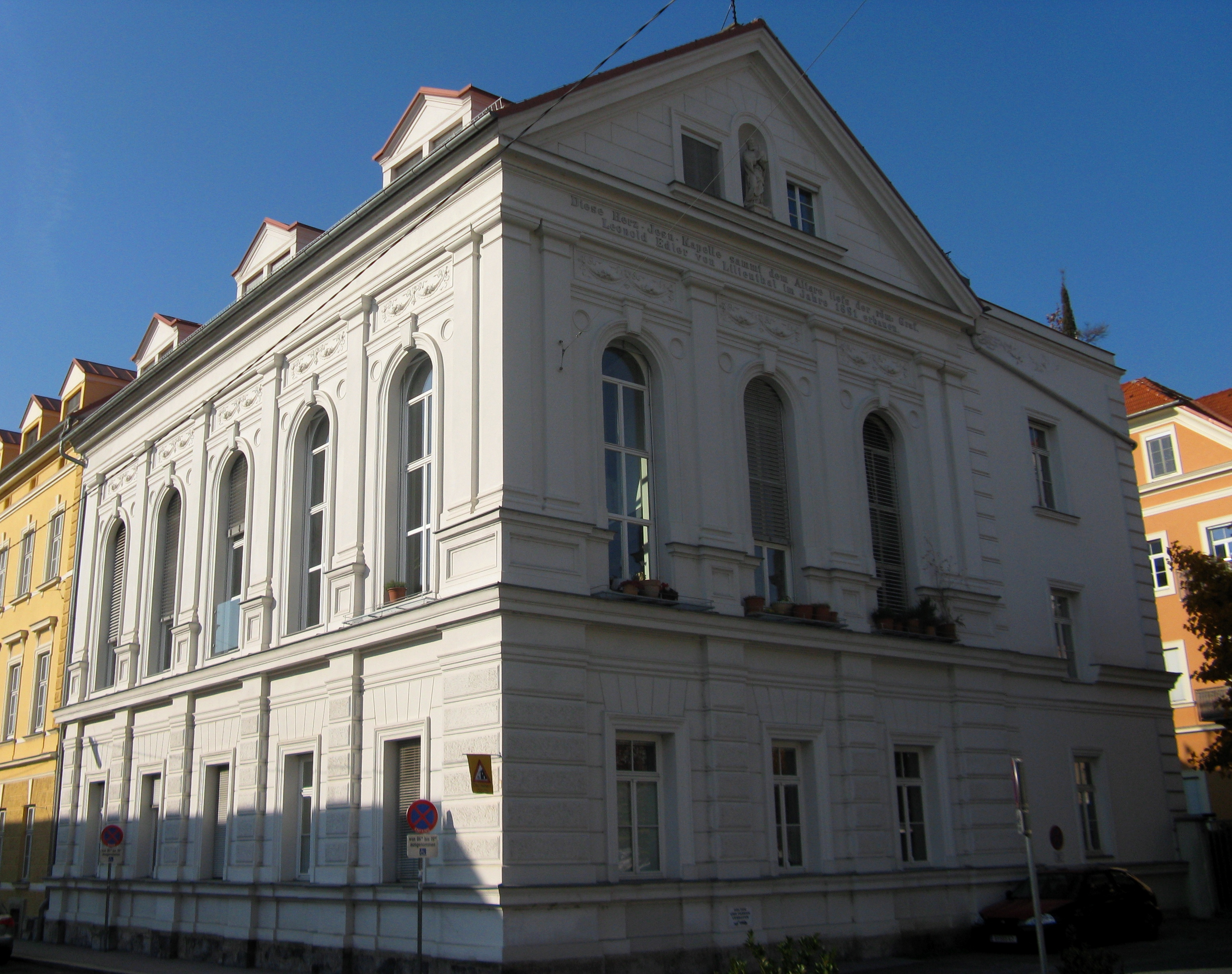
Herz-Jesu-Kapelle des Marieninstitutes

Im Jahr 1850 hatte eine Gruppe angesehener und wohlhabender Männer in Graz den „Paulusverein“ gegründet, mit dem Ziel, über die Erziehung der Jugend den katholischen Glauben im Volk zu stärken. In der Kreuzgasse und später in der Grabenstraße wurde jeweils ein Haus mit Garten zur Unterbringung von Waisenkindern erworben. So entstand für Kinder aus unteren Volksschichten das Waisenhaus Paulinum, das 1857 auch eine private Knabenvolksschule erhielt. Im selben Jahr erwirkte der damalige Fürstbischof von Graz-Seckau, Graf von Attems, die Genehmigung des Kaisers, dass dem Orden der Marianisten die Leitung des Waisenhauses übertragen wurde.
1858/59 war die Gründung des Marieninstituts in der Kirchengasse/Ecke Grabenstraße für Kinder höherer Stände 1874 wurde den Marianisten allerdings die Lehrbefugnis in den Mittelschulfächern aufgrund eines Erlasses aus dem Jahr 1850 des k. u. k. Landesschulrates entzogen und die Schüler mussten eine Staatsschule oder ein Staatsgymnasium besuchen, wohnten jedoch weiter im Marieninstitut.
Ein besonders wichtiges Jahr in der Geschichte des Marieninstitutes war 1902. Auf Betreiben vieler Eltern wurde mit dem Einverständnis der Ordensoberen die 1. Klasse der Privat-Realschule des Marieninstituts eröffnet. Im Schuljahr 1908/09 erreicht die private Realschule ihren Vollausbau und das Ministerium für Kultus und Unterricht erteilte am 12. Jänner 1909 das Öffentlichkeitsrecht.
Während des Ersten Weltkrieges konnte man trotz wirtschaftlicher Schwierigkeiten den Internats- und Schulbetrieb aufrechterhalten. In den Zwanziger Jahren vollzog sich ein langsamer Übergang von der Realschule zu einem Realgymnasium, mit der ersten Matura 1935. Der Schulbetrieb genoss in der Bevölkerung hohes Ansehen und lief unter den Marianisten bis 1938. In diesem Jahr wurde das Marieninstitut in eine öffentliche Schule umgewandelt. Hier vereinigten sich die Wege der LOR und des Marieninstituts.

### Bundesgymnasium und Bundesrealgymnasium Graz, Kirchengasse 1
1963 erhielt die Schule die Bezeichnung „Bundesgymnasium und Bundesrealgymnasium Graz, Kirchengasse 1“, heute Kirchengasse 5.
Der Name der kleinen Gasse stammt von der benachbarten Grabenkirche.
Ab 1972 gab es Verhandlungen zwischen dem Bund und der Provinzleitung des Ordens der Gesellschaft Mariä bezüglich Verkauf bzw. Verpachtung der Liegenschaft. Die Zahl der Heimschüler war in den Jahren zuvor stark zurückgegangen, sodass sich die Heimleitung auch gezwungen sah, Halbexterne aufzunehmen. Andererseits wuchs die Zahl der externen Schüler in den 1970er Jahren stark an.
Nach der Schließung des Schülerheimes Marieninstitut im Jahr 1978 erhielt das BG/BRG Kirchengasse zusätzliche Klassen- und Funktionsräume, nachdem der Bund das Areal zuvor gekauft hatte.
Aufgrund von verschiedenen Gutachten kamen die Behörden zu der für die Schulgemeinschaft vernichtenden Erkenntnis, dass die Nutzung der Liegenschaft in der Kirchengasse für Schulzwecke nicht als zweckmäßig angesehen werden könne. Es würden für eine Renovierung Kosten in der Höhe eines Neubaus entstehen, wobei weiterhin mit funktionellen Mängeln zu rechnen sei.
Als Ersatz wurden Schülern und Lehrern folgende Standorte angeboten:
- In der Körösistraße (Steinergründe) im Rahmen des HTL-Neubauplanes eine AHS im Umfang von 16 Klassen
- In Graz-St. Peter (starke Wohnbautätigkeit) eine AHS im Umfang von 20 Klassen
- Ein Schulneubau als AHS-Standort in Graz Südwest (heute: Klusemannstraße)

Die Kirchengasse sollte auslaufend geführt, neue Schüler nur mehr in der Körösistraße und in St. Peter aufgenommen werden. Die Lehrer würden in den genannten Schulen unterkommen. Zu dieser Zeit, im Schuljahr 1984/85, wurden im BG/BRG Kirchengasse insgesamt 35 Klassen unterrichtet.

### Fortbestand der Kirchengasse
Viel Einsatz von Seiten der Schulpartner war notwendig, um das gemeinsame Ziel, die Erhaltung der „Kirchengasse“, in die Realität umzusetzen: zahlreiche Interventionen bei den jeweiligen Unterrichtsministern, dem Landeshauptmann und der zuständigen Schulbehörde. Des Weiteren wurde der Verein „Rettet die Kirchengasse“ gegründet, 15.000 Unterschriften für den Weiterbestand gesammelt und mit einem Protestmarsch von der Kirchengasse zur Grazer Burg eine Vorsprache beim Landeshauptmann erreicht.
Schließlich gelang es, die Erstellung von Bauplänen für ein neues Schulgebäude gegenüber dem alten Gebäude in Richtung Bergmanngasse zu erwirken. Der Baubeginn wurde jedoch immer wieder verzögert.
1994 erfolgte nach Interventionen des Direktors Vinzenz Moritz und der Schulgemeinschaft in Wien der Spatenstich.
Nach langem Ringen um den Fortbestand des Gymnasiums Kirchengasse konnte mit Beginn des Schuljahres 1996/97 das neu errichtete Schulgebäude bezogen werden. Ein modernes Schulgebäude war in einer Bauzeit von nur 17 Monaten als Projekt der Bundesimmobiliengesellschaft hinter der alten „Kirchengasse“ auf dem Gartengrundstück errichtet worden. Zum damaligen Zeitpunkt hatte das BG/BRG Kirchengasse 22 Klassen mit 586 Schülern und 56 Lehrkräfte.
Seit 15. November 1995 führte Reinhard Gande das BG/BRG Kirchengasse, der neben der schulischen Weiterentwicklung des Gymnasiums im Schuljahr 2016/17 einen Zu- und Umbau des Schulgebäudes erreichte. Seit der Pensionierung Gandes ist seit September 2019 Daniela Kober mit der Leitung des Gymnasiums betraut. 

## Architektur und Gebäude
Nach dem Umbau des Schulgebäudes im Schuljahr 2015/16 verfügt das BG/BRG Kirchengasse neben den vernetzten und voll ausgestatteten Klassenräumen sowie Funktions- und Spezialräumen über:
- Sporthalle
- Cafeteria
- Nachmittagsbetreuung samt neuer Ausspeisung
- Lerninseln
- Schulbibliothek

## Pädagogische Arbeit und Angebote
Schulentwicklung ist ein zentrales Anliegen am BG/BRG Kirchengasse. Um den Anforderungen der Gesellschaft gerecht zu werden, bedarf es in der Schule einer laufenden Überprüfung der pädagogischen und organisatorischen Ziele und Schwerpunkte und der entsprechenden personellen Ressourcen, um eine Qualitätssicherung zu erreichen.
Der Schule ein besonderes Anliegen, die Rede- und Kommunikationskompetenz der Schüler zu fördern.
- Das Schulschwerpunktprogramm „Kommunikation und Präsentation“ beruht auf den Säulen Kommunikation, Medien, Fremdsprachen, Interkulturelles Lernen und Politische Bildung. Das schuleigene Unterrichtsfach „Kommunikation und Präsentation“ und seine Vernetzung mit anderen Unterrichtsgegenständen bilden hierbei den Kernpunkt dieses Schulschwerpunktes.
- 'Schulautonomer Gegenstand: Projektmanagement: In den 6. Klassen werden den Schüler die Grundlagen der Projektplanung beigebracht und in der Durchführung eines Projektes praktisch umgesetzt.
- Politische Bildung: In den 6. Klassen lernen die Schüler politisches Handeln kennen und führen unter Begleitung und Anleitung politische Projekte in Eigenregie durch.
- Ein schuleigener Chor und eine Theatergruppe bestehen ebenfalls.

## Inklusives Modell KiGA – Gymnasium mit Mehrwert
Integrationslehrer begleiten SPF-Schüler und organisieren Projekte und Schwerpunkte, die das Zusammenleben verbessern und das Selbstvertrauen aller stärken sollen. Das BG/BRG Kirchengasse begleitet am Campus Rosenberg junge Menschen mit besonderen Bedürfnissen – von der ersten Klasse bis zur Matura. Seit den 2000er Jahren werden Schüler mit besonderem Hilfebedarf unterrichtet, unterstützt von drei Integrationslehrerinnen. Schüler der Unterstufe besuchen die Schule am Standort Rosenberg, in einem alten Gebäude im Grünen. Moderne Ausstattung und eine im selben Gebäude untergebrachte Tagesbetreuung stehen hierbei unterstützend zur Verfügung.

## Financial Education
Schülerinnen und Schüler lernen im Rahmen des EU-Projektes "Financial Education/Finanzbildung", das sich über ein Schuljahr erstreckt, mit Finanzen umzugehen – altersgemäß und fächerübergreifend. Das Projekt wird in Zusammenarbeit mit der FH Joanneum mit allen Klassen in den Fächern Geografie und Wirtschaftskunde, Geschichte, Deutsch, Englisch, Mathematik und Psychologie/Philosophie durchgeführt. Das Hauptziel ist es, die Schülerinnen und Schüler im Umgang mit Finanzen fit und sicher zu machen. Zahlreiche praxisnahe wirtschafts- und finanztechnische Grundlagen, wie z. B. die sinnvolle Verwendung von Geld, das Lesen und Verstehen eines Handyvertrages, einer Versicherungspolizze sowie eines Zeitungsartikels zum Thema Finanzen werden anhand von Beispielen vermittelt.

## Bekannte ehemalige Schüler
- Karl Heinz Dernoscheg, Unternehmer und Politiker (ÖVP)
- Valerie Fritsch, Schriftstellerin und Fotokünstlerin[18]
- Ralph Hasenhüttl, österreichischer Fußballnationalspieler und Fußballtrainer[19]
- Hellmuth Marx, Bildhauer
- Johann Peyritsch, Botaniker und Mediziner
- Rudolf Roth, Unternehmer[19]
- Harald Seewann, Studentenhistoriker
- Christian Wehrschütz, Journalist und Jurist[18]